# Грифид ап Кинген
Грифит ап Кинген (валл. Gruffydd ap Cyngen; VIII век — IX век) — наследный принц Поуиса, сын его последнего правителя из старой династии, Кингена ап Каделла.

## Биография
Кинген умер в Риме в 855 году, покинув страну от агрессии со стороны Гвинедда. Его сестра Неста верх Каделл, была женой Мерфина Фриха (или, возможно, его матерью, в зависимости от того, какая генеалогия дает власть), и они стали родителями Родри Великого, правителя Гвинеда, который затем объединил большую часть Уэльса под своей властью. Льюис Дунн, посещая Уэльс, сообщает: 
У Каделла ап Брохвайла была только одна дочь по имени Нест, которая отобрала страну у представителей мужского пола из своего рода, как призыв и т. д.
Чтобы объяснить продолжительность мужской линии с Родри, претендующей на происхождение от правителей Поуиса, когда княжеская линия завершается Кингеном, некоторые ученые утверждают, что у него не было сыновей, и представляют генеалогию так, что Грифит и его братья, Аедан, Иейав и Элисет были детьми не этого Кингена, как это записано в «Харлеанских генеалогиях», а его тёзки-дяди, Кингена ап Брохвайла ап Элиседа ап Гвилога. Этот вариант оправдывает мужскую линию, происходящую от правителей Поуиса и упрощает причины наследование страны через Нест верх Каделл.
В «Анналах Камбрии» сообщается, что в 814 году «Грифид, сын Кингена, предательски убит своим братом Элиседом». Может быть, Грифид был старшим сыном Кингена, и благодаря этому убийству Элисед мог претендовать, как главный наследник на земли и титулы, но это всего лишь догадка. Согласно «Хронике Принцев Уэльса» это произошло в 815 году. «Гвентианская Хроника» так же сообщает об этом убийстве за 814 год, но при этом называет их отца Кинаном, а далее записано, что Грифи сын Кингена сына Каделла убит в 815 году.
Считается, что у него было четыре сына — Маун, Майг, Артен, Иейав, а будучи убитым в 814 году, он, должно быть, родился, предположительно, около 780 года, и таким образом, скорее всего, являлся Кингену ап Каделлу не сыном, а двоюродным братом, либо же спутан со своим тёзкой-кузеном.